# 佐々木優希
信平 優希（のぶひら ゆうき）こと佐々木 優希（ささき ゆうき、1987年4月23日 - ）は、神奈川県川崎市出身のバスケットボール選手である。ポジションはフォワード。身長190cm、体重85kg。B3.LEAGUEの東京サンレーヴスに所属している。2014年に「信平」から「佐々木」に改姓した。

## 来歴
川崎市立中野島中学校を卒業後、2003年4月に進学した秋田県立能代工業高等学校では、1年生時よりメンバー入りして全国大会に出場。2003年の全国高等学校総合体育大会バスケットボール競技大会（インターハイ）で優勝。全国高等学校バスケットボール選抜優勝大会（ウィンターカップ）でも2003年の第34回大会と2004年の第35回大会で連覇を達成し、2年連続ベスト5に選ばれる。
兄・和也が2005年に開幕したbjリーグの東京アパッチでプレーしていたこともあり、自身も高校卒業後のbjリーグ挑戦も考えたが、周囲のアドバイスもあり、2006年4月、法政大学に進学。この時から、自身の誕生日にちなみ背番号23をつけるようになった。
卒業後の2010年、bjリーグドラフト会議にて、全体7位で新規参入チームの秋田ノーザンハピネッツに指名されて入団。2シーズン在籍し、2010-11シーズンは46試合出場で2.1得点。2011-12シーズンは31試合出場で1.8得点。
2012年、埼玉ブロンコスに移籍。2012-13シーズンはレギュラーシーズン全52試合に出場。プレータイムが大幅に増加した。
2018年、東京サンレーブスに移籍。2019-20シーズンをもって東京サンレーブスがB3リーグを退会するがそのまま在籍し、2020-21シーズンの東京都クラブ選手権優勝に貢献。
2023年、IKEBUKURO DROPS.EXEと契約。

## 家族
両親は青森県出身でともにバスケットボール経験者。東京アパッチの選手だった信平和也は兄。WJBLのJALラビッツにかつて所属していた信平智愛は姉。

## 成績
| シーズン         | チーム | GP | GS | MPG  | FG%  | 3P%  | FT%  | RPG | APG | SPG | BPG | TO  | PPG |
| ---------------- | ------ | -- | -- | ---- | ---- | ---- | ---- | --- | --- | --- | --- | --- | --- |
| bjリーグ 2010-11 | 秋田   | 46 | 8  | 12.4 | .358 | .200 | .517 | 1.8 | 0.7 | 0.5 | 0.1 | 0.4 | 2.1 |
| bjリーグ 2011-12 | 秋田   | 31 | 3  | 11.0 | .456 | .500 | .571 | 1.8 | 0.5 | 0.5 | 0.0 | 0.5 | 1.8 |
| bjリーグ 2012-13 | 埼玉   | 52 | 37 | 21.2 | .444 | .292 | .757 | 2.6 | 1.4 | 0.9 | 0   | 1.5 | 6.3 |
| bjリーグ 2013-14 | 埼玉   | 51 | 35 | 18.6 | .412 | .231 | .740 | 2.6 | 0.7 | 0.6 | 0.0 | 0.7 | 5.0 |
| bjリーグ 2014-15 | 埼玉   | 48 | 43 | 29.0 | .426 | .338 | .758 | 2.6 | 1.7 | 1.1 | 0.0 | 1.7 | 7.2 |